# Luxia, Pingnan
Luxia är en socken i sydöstra Kina. Den ligger i Pingnan härad i staden Ningde i provinsen Fujian, omkring 110 kilometer nordväst om provinshuvudstaden Fuzhou.